# Couperus (geslacht)
Het geslacht Couperus is een uit Friesland afkomstige familie die predikanten en later (hoge) ambtenaren in het voormalig Nederlands-Indië voortbracht, evenals de bekende schrijver Louis Couperus. In 1910 werd de familie opgenomen in het eerste deel van de reeks Nederland's Patriciaat.

## Geschiedenis
De oudst bekende voorvader is Jan Janssen Cuijper, die in de jaren 1590-1595 geboren werd, en in 1619 te Sneek als burger werd ingeschreven. Twee van zijn zonen werden predikant, een kleinzoon werd dat ook en vier achterkleinzonen werden ook dominee.

### Vermeende Schotse afstamming
Volgens sommigen zou de familie afstammen van een uit Schotland naar Friesland uitgeweken Schotse predikant. Een ander familieverhaal betreft de familierelatie met een martelaar uit Sussex, Robert Cowper die in de dagen van Bloody Mary (1516-1558) om het geloof verbrand zou zijn.
De via de echtgenote van Louis Couperus aan hen verwante Willem Wijnaendts van Resandt (1873-1954) was professioneel genealoog en heeft ook onderzoek gedaan naar en gepubliceerd over de familie Couperus. Op grond van zijn onderzoek publiceerde Jurriaan van Toll in 1943 een artikel in het genealogische tijdschrift Sibbe over het voorgeslacht van Couperus. In dat laatste artikel schrijft Van Toll: "W. Wynaendts van Resandt [...] mocht er [...] niet in slagen, eenig bewijs voor een afstamming van overzee op te diepen". In 1953 kwam Wijnaendts daar al op terug, met name op basis van 'familieaantekeningen'.
Na 1953 was er echter een andere nazaat van de Friese Couperus-tak die op onderzoek uitging, ook in Schotland: E. Huisman. Huisman publiceerde daarover in 1962 en besloot zijn artikel met de conclusie: "Zoals uit het bovenstaande blijkt, moet bij het maken van de familieaantekeningen van de Friese familie Couperus wel het een en ander bekend zijn geweest over de Schotse predikant John Couper. Het is mogelijk dat deze inderdaad, vóór hij predikant werd in Edinburgh, als evangelist in Friesland is geweest, waardoor zijn persoon daar bekend is geworden. Of hij dan dezelfde is als Johannes, die in 1580 in Burgwerd vertoefde, is een onbeantwoorde vraag. In ieder geval zijn de familieaantekeningen en de in Edinburgh vastgelegde feiten wel zoveel met elkaar in strijd, dat de verwantschap tussen John Couper en de familie Couperus, zolang hiervoor geen nadere bewijzen worden aangevoerd, naar het rijk der fantasie kan worden verwezen."

## Bekende telgen
Jan Janssen Cuijper (ca. 1590-1595 - ca. 1674)
- ds. Johannes Couperus (1624/1625 - 1684), predikant, ongehuwd
- ds. Theodorus Johanneszn. (Dirk) Couperus (ca. 1626 - 1684), predikant
  - ds. Petrus Couperus (1657-1735), predikant
    - ds. Theodorus Couperus (1686-1757), predikant
    - ds. Henricus Couperus (1688-1751), predikant
    - ds. Johannes Couperus (1694-1781), student aan de hogeschool te Franeker (1712), predikant te Augustinusga (1720-1777). Van hem is een Brulloftzrymke op dy tvaeeftigge jonge lieuwe dy brauwe feint Klaas IJpei, proffaester yn dy rekkenkunst toa Fraentjer in dy goedlykke jonge faam Lyske Smit gaerkaeppele dy 7 finne Haemoanne ynt jier 1748, een gedicht van ongeveer 125 regels in de Friese taal.[2]
      - dr. Petrus Couperus (1737-1800), burgemeester van Harlingen

    - Lucas Couperus (1696-1780), meester koekebakker
      - ds. Petrus Theodorus Couperus (1722-1799), predikant
        - Jan Couperus (1755-1833), volksvertegenwoordiger

    - Abraham Couperus (1698-1771), vroedschap en schepen van Leeuwarden
      - ds. Mollerus Couperus (1736-1788), student aan de hogeschool te Franeker (1752), predikant te Wons (1763-68), Parrega (1768-86), en op Malakka (O.-I.). Van hem is een Fries rijmstuk achter de Disputatio de S.S. Evangeliis ad Apocryphos quosdam libros non accomodatis, verdedigd in 1754 door Andreas de Lange te Franeker.
      - Abraham Couperus (1752-1813), koopman, later gouverneur van Nederlands-Malakka
        - Petrus Theodorus Couperus (1787-1823), landdrost der Buitenzorgse en Preangerlanden 1811, landeigenaar op Java. Hij trouwde in 1812 Catharina Rica Cranssen (1795-1845), dochter van gouverneur Willem Jacob Cranssen (1762-1822) en zij hertrouwde Carel Jan Riesz (1791-1856), generaal, ridder, officier en commandeur in de Militaire Willems-Orde
          - Henry William Leonard Couperus, (1814-1872), majoor en commandant van het regiment Oost-Indische cavalerie (en als zodanig op pensioen gesteld in 1855)
            - Adèle Cornelie Couperus (1846-1910); trouwde in 1870 met dr. George Benjamin Lowe (1846-1900), kolonel van de geneeskundige dienst, directeur van de opleiding tot geneeskundigen in Nederlands-Indië en getuige in het Kauffman-proces

          - mr. John Ricus Couperus (1816-1902), lid raad van justitie te Padang 1844, te Batavia 1846, raadsheer Hooggerechtshof 1850; trouwde in 1847 met jkvr. Catharina Geertruida Reynst (1829-1893), lid van de familie Reynst en dochter van Jan Cornelis Reijnst (1798-1871), waarnemend Gouverneur-generaal van Nederlands-Indië
            - Catharina Rica Geertruida Couperus (1850-1923), bestuurslid van de Vereniging "Pro Juventute", lid Voogdijraad van 's-Gravenhage (1905-1908); trouwde in 1871 met mr. Benjamin Marius Vlielander Hein (1838-1919), heer van Rockanje, lid van de familie Hein, lid Provinciale Staten van Zuid-Holland, lid Eerste Kamer der Staten-Generaal
            - John Ricus Couperus (1853-1940), oud-O.-I. ambtenaar, resident van Djokjakarta; trouwde in 1907 met zijn achternicht Mary Rika barones van Lawick (1873-1948), lid van de familie Van Lawick
            - Geertruida Johanna (Trudy) Couperus (1856–1918); trouwde in 1877 met Gérard de la Valette (1853-1922), bestuursambtenaar en letterkundige
            - Louis Couperus (1863-1923), letterkundige; trouwde in 1891 met zijn achternicht Elisabeth Couperus-Baud (1867-1960), lid van de familie Baud, vertaler en letterkundige

          - Wilhelmina Jacobina Theodora Couperus (1818-1899); trouwde in 1837 met Guillaume Louis Baud (1801-1891), lid van de familie Baud, minister van Koloniën en lid van de Raad van State
            - Jan Carel Willem Ricus Theodore Baud (1838-1883), assistent-resident van Meester Cornelis; trouwde in 1865 met zijn nicht Johanna Wilhelmina Petronella Steenstra Toussaint (1844-1927), lid van de familie Toussaint
              - Elisabeth Couperus-Baud (1867-1960), vertaler en letterkundige; trouwde in 1891 met haar achterneef Louis Couperus (1863-1923), letterkundige
              - Wilhelmina Jacobina Theodora Baud (1879-1967); trouwde met Willem Wijnaendts van Resandt (1873-1954) (naamstoevoeging bij Gouverneursbesluit dd. 25 dec. 1901, nr. 7), genealoog, lid van de familie Wijnaendts
                - Willem Wijnaendts van Resandt (1915-2000), genealoog, schrijver van onder andere de hieronder genoemde publicatie Het geslacht Couperus in Nederland (1953)

          - George Gerardus Couperus (1819-1876), ambtenaar Binnenlands Bestuur, landheer van Tjisella, vicevoorzitter van het Comité Nationaal gedenkteken 1813 (1863); trouwde in 1872 met jkvr. Geertruida Johanna Westpalm van Hoorn (1849-1923), lid van de familie Van Hoorn
          - Elisabeth Wilhelmina Petronella Couperus (1821-1889); trouwde in 1839 met dr. Abraham Johan Daniël Steenstra Toussaint (1813-1876), stadsgeneesheer te Batavia, lid van de familie Toussaint
            - Johanna Wilhelmina Petronella Steenstra Toussaint (1844-1927), eigenaresse van een commensalenhuis in Lodjong[3]; trouwde in 1865 met haar neef Jan Carel Willem Ricus Theodore Baud (1838-1883), lid van de familie Baud
              - Elisabeth Couperus-Baud (1867-1960), vertaler en letterkundige; trouwde in 1891 met haar achterneef Louis Couperus (1863-1923), letterkundige

          - Gesina Rica Couperus (1822-1892); trouwde in 1840 met Ludwig Alexander de Sturler de Frienisberg (1808-1851), lid van de familie De Sturler; hertrouwde in 1852 (echtscheiding bij vonnis rechtbank Arnhem 17 oktober 1861) met Constantijn Leonard Scheidler List (1824-1908), generaal-majoor en zoon van Frederik Carel List, minister van Oorlog 1840-1848; trouwde in 1863 met jhr. Gerard Frederik van de Poll (1835-1877), officier
            - Wilhelmine Marie Bernardine de Sturler de Frienisherg (1844-1927); trouwde in 1872 met Prosper Henri Julius baron van Lawick (1844-1901), lid van de familie Van Lawick
              - Mary Rika barones van Lawick (1873-1948); trouwde in 1907 met haar achterneef John Ricus Couperus (1853-1940)

            - Constance Léonie Scheidler List (1854-1939); trouwde in 1875 met de officier jhr. Dirk Rudolph Gevers Deynoot (1848-1920); trouwde (na echtscheiding in 1891) in 1896 met mr. Jacobus Kappeyne van de Coppello (1854-1920), lid van de Eerste Kamer der Staten-Generaal, lid van de familie Van de Coppello

        - Anna Gerhardina Couperus (1794-1869); trouwde in 1810 met Jan Adriaan Steyn Parvé (1785-1824), secretaris van de weeskamer van Batavia, lid van de familie Parvé
          - Daniel Couperus Steyn Parvé (1812-1882), Oost-Indisch ambtenaar en publicist
          - Catharina Johanna Steyn Parvé (1821-1907); trouwde in 1839 met Johannes Jerphaas Hasselman (1815-1895), minister

    - ds. Ger(h)ardus Couperus (1700-1753), student aan de hogeschool te Franeker (1723), predikant te Bergum (1729-1738) en te St. Anna Parochie (1738-†). Van hem vindt men een Nederlands vers achter de Dissertatio theologica ad illustria loca in qua potissimum de peccato in Spiritum Sanctum disseritur, verdedigd door Franciscus van Husen (Franeq. 1725).[2]

Geslachten die opgenomen zijn in het sinds 1910 verschijnende genealogische naslagwerk Nederland's Patriciaat. Lijst volgens opgave van het CBG Centrum voor familiegeschiedenis.
A · B · C · D · E · F · G · H · I · J · K · L · M · N · O · P · Q · R · S · T · U · V · W · Y · Z